# Kolská jaderná elektrárna
Kolská jaderná elektrárna (rusky Кольская АЭС) je ruská jaderná elektrárna, která se nachází v Murmanské oblasti v severozápadní části Ruska. Elektrárna začala být budována v roce 1969, kdy bylo také jako její zázemí na Murmanské železniční magistrále zhruba dvacet kilometrů jihovýchodně založeno sídlo městského typu Poljarnyje Zori.

## Historie a technické informace

### Reaktory

#### Bloky 1 a 2
Výstavba prvního a druhého bloku byla zahájena 1. května 1970. Jedná se o šestismyčkové tlakovodní reaktory VVER-440/230 podobné těm, které byly v provozu v jaderné elektrárně Jaslovské Bohunce V1. Jejich hrubý výkon je 440 MW a čistý výkon po odpočtu vlastních potřeb bloků činí 411 MW každý. Do sítě byly připojeny 29. června 1973 a 9. prosince 1974 a komerční provoz nastal 28. prosince 1973 a 21. února 1975. Původně měly být bloky vyřazeny z provozu v letech 2003 a 2004, ale prošly nákladnou modernizací a jejich provozní období bylo prodlouženo na 60 let.

#### Bloky 3 a 4
Výstavba třetího a čtvrtého bloku započala 1. dubna 1977 a 1. srpna 1976. Jde o šestismyčkové tlakovodní reaktory VVER-440/213 podobné těm, které provozuje jaderná elektrárna Dukovany. Jejich hrubý výkon je 440 MW a čistý výkon činí 411 MW. Do rozvodné sítě byly poprvé připojeny ve dnech 24. března 1981 a 11. října 1984. Komerční provoz bloků byl zahájen 3. prosince 1982 a 6. prosince 1984. Oba bloky měly být vyřazeny z provozu v letech 2011 a 2014, ale prošly nákladnou modernizací, která umožnila jejich provoz po dobu 60 let.
Elektrárna má přebytek výkonu zhruba 400 MW v důsledku poklesu spotřeby elektrické energie v Murmanské oblasti, která se začala projevovat po roce 1991. Přítomnost energetických rezerv však umožňuje zajistit spolehlivé zásobování těchto regionů energií, zejména v zimě, kdy mrazy na poloostrově Kola dosahují −45°C.

### Budoucnost
V červnu 2021 vyšlo najevo, že Rosatom se rozhodl postavit tři nové bloky elektrárny. Zahájení výstavby je plánováno na rok 2028, uvedení do provozu na rok 2035. Počítá se s výstavbou tří reaktorů nového typu VVER-S-600. Od roku 2021 je projekt ve fázi předvývoje.

## Informace o reaktorech
| Reaktor | Typ reaktoru | Výkon  | Výkon  | Zahájení výstavby | Připojení k síti | Uvedení do provozu | Uzavření |
| Reaktor | Typ reaktoru | Čistý  | Hrubý  | Zahájení výstavby | Připojení k síti | Uvedení do provozu | Uzavření |
| ------- | ------------ | ------ | ------ | ----------------- | ---------------- | ------------------ | -------- |
| Kola-1  | VVER-440/230 | 411 MW | 440 MW | 1. 5. 1970        | 29. 6. 1973      | 28. 12. 1973       |          |
| Kola-2  | VVER-440/230 | 411 MW | 440 MW | 1. 5. 1970        | 9. 12. 1974      | 21. 2. 1975        |          |
| Kola-3  | VVER-440/213 | 411 MW | 440 MW | 1. 4. 1977        | 24. 3. 1981      | 3. 12. 1982        |          |
| Kola-4  | VVER-440/213 | 411 MW | 440 MW | 1. 8. 1976        | 11. 10. 1984     | 6. 12. 1984        |          |